# 119-й меридіан західної довготи
119-й меридіан західної довготи — лінія довготи, що лежить на 119 градусів західніше Гринвіцького меридіана. Вона проходить від Північного полюса через Північний Льодовитий океан, Північну Америку, Тихий океан, Південний океан та Антарктиду до Південного полюса.
119-й меридіан західної довготи формує велике коло разом із 61-шим меридіаном східної довготи.

## Список географічних об'єктів, що перетинає 119° зх. д.
Починаючи на Північному полюсі та рухаючись до Південного полюса, 119-й меридіан західної довготи проходить через:
| Координати                                                   | Країна, територія або море | Примітки |
| ------------------------------------------------------------ | -------------------------- | --- |
| 90°0′ пн. ш. 119°0′ зх. д. / 90.000° пн. ш. 119.000° зх. д.  | Північний Льодовитий океан | |
| 77°19′ пн. ш. 119°0′ зх. д. / 77.317° пн. ш. 119.000° зх. д. | Канада                     | Північно-Західні території — проходить через острів Принца Патріка |
| 76°8′ пн. ш. 119°0′ зх. д. / 76.133° пн. ш. 119.000° зх. д.  | Протока Крозьє[en]         | |
| 75°46′ пн. ш. 119°0′ зх. д. / 75.767° пн. ш. 119.000° зх. д. | Канада                     | Північно-Західні території — проходить через острів Еглінтон |
| 75°34′ пн. ш. 119°0′ зх. д. / 75.567° пн. ш. 119.000° зх. д. | Протока Мак-Клур           | |
| 74°0′ пн. ш. 119°0′ зх. д. / 74.000° пн. ш. 119.000° зх. д.  | Канада                     | Північно-Західні території — проходить через острів Бенкс |
| 72°40′ пн. ш. 119°0′ зх. д. / 72.667° пн. ш. 119.000° зх. д. | Протока Принца Уельського  | |
| 71°56′ пн. ш. 119°0′ зх. д. / 71.933° пн. ш. 119.000° зх. д. | Канада                     | Північно-Західні території — проходить через острів Вікторія |
| 71°37′ пн. ш. 119°0′ зх. д. / 71.617° пн. ш. 119.000° зх. д. | Затока Амундсена           | |
| 69°16′ пн. ш. 119°0′ зх. д. / 69.267° пн. ш. 119.000° зх. д. | Канада                     | Нунавут Північно-Західні території — проходить через Велике Ведмеже озеро Альберта — проходить західніше Гранд-Прері Британська Колумбія — приблизно на 2 км Альберта — приблизно на 2 км Британська Колумбія |
| 49°0′ пн. ш. 119°0′ зх. д. / 49.000° пн. ш. 119.000° зх. д.  | США                        | Вашингтон — східніше Паско Орегон Невада Каліфорнія |
| 34°4′ пн. ш. 119°0′ зх. д. / 34.067° пн. ш. 119.000° зх. д.  | Тихий океан                | Проходить східніше островва Санта-Барбара[en], Каліфорнія США |
| 60°0′ пд. ш. 119°0′ зх. д. / 60.000° пд. ш. 119.000° зх. д.  | Південний океан            | |
| 73°43′ пд. ш. 119°0′ зх. д. / 73.717° пд. ш. 119.000° зх. д. | Антарктида                 | Проходить через Землю Мері Берд, на яку жодна країна не претендує |